# Saúl Calandra
Saúl Calandra   (La Plata, 22 d'octubre de 1904 - 14 de maig de 1973) fou un futbolista argentí, que jugava de migcampista, que va competir durant la dècada de 1920.
El 1928 va prendre part en els Jocs Olímpics d'Amsterdam, on guanyà la medalla de plata en la competició de futbol. A nivell de clubs jugà a l'Estudiantes La Plata entre 1922 i 1929.